# Idrijca
Idrijca (italsky Idria, německy Fetschenbach) je řeka v západním Slovinsku, levostranný přítok řeky Soči. S délkou 60 km je dvanáctou nejdelší řekou ve Slovinsku. Řeka byla pojmenována podle města Idrija, kterým prochází. Pramení v pohoří Idrijske hribovje jižně od vesnice Vojsko. Nejprve Idrijca teče na jihovýchod, potom se její směr mění, takže řeka teče na sever přes město Idrija, potom ale znovu mění směr a pokračuje na západ až k ústí ve vesnici Most na Soči.

## Sídla ležící u břehu řeky
Vojsko, Idrijska Bela, Čekovnik, Idrijski Log, Idrija, Spodnja Idrija, Jazne, Travnik, Otalež, Masore, Plužnje, Lažec, Jagršče, Straža, Reka, Šebrelje, Stopnik, Dolenja Trebuša, Grudnica, Slap ob Idrijci, Idrija pri Bači, Bača pri Modreju, Postaja, Most na Soči

## Přítoky
Nejdelším přítokem Idrijce je řeka Bača dlouhá 22 km. Mezi další přítoky patří Belca, Cerknica, Kanomljica, Sevnica, Trebuša a Zala.